# Валк, Сигизмунд Натанович
Сигизму́нд Ната́нович Валк (при рождении Сигизму́нд Но́телевич Валк; 1 (13) декабря 1887, Вильна — 5 февраля 1975, Ленинград) — советский историк, археограф, архивист, библиограф. Доктор исторических наук (1936), профессор (1946).

## Биография
Родился 1 (13) декабря 1887 года в Вильне, в семье провизора Нотеля Эльяш-Янкелевича Валка (Нотель-Рувин, Нотель (Натан) Яковлевич; 1841, Вильна — не ранее 1915, там же) и Александры Зеликовны Залькинд (1862—1942); родители заключили брак в Вильне 30 декабря 1886 года. Семья жила в Лодзи, где уже в год его рождения отец держал аптеку. Дед со стороны матери — Зелик Зельманович (Зигмунд Соломонович) Залькинд (Залкинд, 1824—1885), в честь которого он был назван, также как и его отец был провизором и почётным гражданином. Племянник химика-органика Юлия Сигизмундовича Залькинда.
Учился в казённой мужской гимназии в Лодзи (1898—1906), из которой был исключён за причастность к революционному движению в Польше и сочувствие социалистам, подвергался арестам, два месяца провёл в заключении в 1906 году. Для окончания учёбы ему пришлось переехать и окончить частную гимназию П. Н. Шеймина в городе Новая Александрия Люблинской губернии (1907; с серебряной медалью).
В 1907 году поступил на историко-филологический факультет Императорского Санкт-Петербургского университета — ученик академика А. С. Лаппо-Данилевского, почтение к которому сохранял всю свою жизнь. Также посещал семинары таких видных учёных, как И. М. Гревс, Н. И. Кареев, Е. В. Тарле. Другим его любимым учителем был Александр Евгеньевич Пресняков.
За участие в студенческой сходке исключался из университета на год, однако восстановился: «В период студенческих волнений 1910—1911 гг. он активный их участник, протестующий против наступления правительства на университетскую автономию, один из тех 392 студентов, которые были арестованы (Валк во время ареста находился в Дерябкинских казармах на Васильевском острове) и уволены из университета)».
О его восстановлении ходатайствовал летописевед А. А. Шахматов. В этот период стал заведующим отделом русской истории в редакции «Энциклопедического словаря» братьев Гранат (1914), куда попал по записке А. С. Лаппо-Данилевского, адресованной В. И. Семевскому: «Просьба: если можно, предложите работу Сигизмунду Натановичу Валку, который уже три года серьёзно занимается в моём семинарии». Из-за этого пропуска окончил университет на год позже, в 1913 году. Диплом первой степени получил в 1914 году, с оценкой «весьма удовлетворительно». По указанию Д. Н. Альшица, он был деятелем меньшевистской партии.
В феврале 1916 года был призван рядовым в армию. Служил сначала в Ковровском полку, затем в 1-й роте 35-го этапного батальона.
Демобилизован в феврале 1917 года. Возвращается в Петроград, некоторое время преподаёт в средней школе. Как Валк сам рассказывал позже, демобилизован и вернувшись в Петроград, «он решил было поменять профессию, предпочтя химию истории. (…). Причиной же того, что С. Н. не оставил занятий историей, было, по его словам, то, что служащим архивного ведомства был назначен хороший по тем временам продовольственный паёк».
Родным языком Валка был идиш, но он в различной степени владел 10 или 14 языками, помимо русского, польского и древнееврейского, также итальянским, испанским, сербским и греческим.

### После революции
В середине 1918 года поступает на службу в Главархив (Петроградский историко-революционный архив), где работает сначала в должности архивиста в V секции II отдела (архив департамента полиции за 1881—1904 гг.), затем с февраля 1919 года до 1 июня 1926 года — как заведующий отделом. Там занимался собиранием, описанием и публикацией документов по истории революционного движения в России, в том числе листовок. Подготовил к печати капитальные издания источников по истории революционного движения, сотрудничал в журнале «Красный архив». В ленинградском Центрархиве 1920-х годов на долю Валка выпало хранение и обработка такого важного элемента государственного аппарата царской России, как Департамент полиции, его предшественники и всего, что этим сопровождалось.
В 1928—1929 годах был нештатным сотрудником Публичной библиотеки. Читал лекции по источниковедению революционного движения на курсах архивистов, преподавал археографию, архивоведение, источниковедение и историографию в Ленинградском университете, Ленинградском педагогическом институте им. А. И. Герцена, Археологическом институте, Историко-археографическом институте, Историко-лингвистическом институте, Институте философии, литературы и истории (ИФЛИ) и др.
С 1932 года — сотрудник Института книги, документа и письма АН СССР. До этого времени Валк занимался, в частности, историей «Народной воли», однако письмо Сталина в журнал «Пролетарская революция» в 1931 году и линия на осуждение деятельности этой организации привели к тому, что Валк, по словам его коллеги, «оказался в несколько рискованном положении», так что в 1932 году вернулся к изучению истории феодализма.
С 1936 года — старший научный сотрудник, заведующий секцией (сектором) истории СССР Ленинградского отделения Института истории АН СССР (ЛОИИ). Докторская степень присуждена без защиты диссертации в 1936 году.
В первые месяцы ВОВ оставался в Ленинграде и продолжал преподавание. В первых числах ноября 1941 года был вывезен самолётом из Ленинграда в числе группы научных сотрудников Академии наук, имевших докторскую степень. Затем эвакуировался с ЛОИИ АН СССР в Ташкент. Также ездил в Саратов, где находился «родной» Ленинградский университет.
В 1943—1944 годах преподавал в Историко-архивном институте в Москве. В 1944 года одним из первых из университета вернулся в Ленинград, отказавшись от престижного места в Москве. (Место работы и комнату в Москве ему предлагал начальник Главного архивного управления военных и послевоенных лет генерал-майор И. И. Никитинский). В Ленинграде Валк возобновил преподавание на историческом факультете Ленинградского университета, продолжая быть заведующим сектором в ЛОИИ.
Книга Валка «Советская археография» подверглась публичной критике на Учёном совете ЛОИИ в апреле 1949 года, посвящённом борьбе с космополитизмом.
В Ленинградском университете был утверждён в качестве профессора кафедры истории СССР, а в 1950 году, после разделения кафедры на секторы, возглавил сектор «История СССР до XIX века». До конца 1950-х годов изучал историю земледелия, крестьян и крестьянского движения. В 1949 году его критиковали в ходе «борьбы с космополитизмом и буржуазным объективизмом», однако проблемы обошли Валка стороной. А. Н. Цамутали писал о своём преподавателе, что он был «предельно осторожен» в выборе тем.
Валку, по словам его коллеги, повезло не попасть под жернова различных идеологических разборок и дел: «Только в самом конце жизни была попытка его атаковать. Это московский писатель на исторические темы А. Л. Никитин, который обвинил его, в частности, в антипатриотизме. Надо сказать, что С. Н. был очень этим задет, а „Вопросы истории“ отказали ему в печатании ответа». Уже посмертно ответ Валка на эти обвинения Д. С. Лихачёв напечатал в «Трудах Отдела древнерусской литературы».
Жил на Петроградской стороне на Галерной улице, 18 (ул. Лизы Чайкиной), на одной из Красноармейских улиц, на Проспекте Науки, 12.
В последние годы жизни часто болел, попадал в больницу. Похоронен на Богословском кладбище в Санкт-Петербурге. После смерти Валка его архив в 20 ящиках был перевезён в ЛОИИ. Библиотека Валка в составе мемориального фонда находится в составе библиотеки петербургского ФИРИ РАН.

## Научная и преподавательская деятельность
Основные места работы — Институт истории и Санкт-Петербургский (Ленинградский) университет.
Автор многочисленных работ по археографии, историографии (в том числе очерка истории преподавания исторической науки в Ленинградском университете за 125 лет), источниковедению, дипломатике. Занимался изданием сборников документов по разным периодам российской истории — от средневековья до XX века.
В 1930-е годы способствовал возрождению исторического образования в СССР. Один из авторов учебника для вузов «История СССР. Т. 2. Россия в XIX в.»
Занимался подготовкой правил издания документов. Именно Валк разработал единые правила описания историко-революционных документов, подготовки их к публикации, а также методика их библиографирования. Ему, совместно с А. А. Шиловым, принадлежит первая инструкция по описанию нелегальных листовок (1919). Он — автор инструкции по каталогизации документов ленинского архива, предложил позже общепринятые правила издания трудов В. И. Ленина (1926). При его участии вышли в свет «Правила издания исторических документов» (1955), «Правила издания документов советского периода» (1960). По его инициативе в 1968 году был основан ежегодник «Вспомогательные исторические дисциплины», был редактором первых восьми его выпусков.
Опубликовал новое издание «Истории Российской» В. Н. Татищева. Занимался проблемами историографии «Русской Правды», объективно оценивая вклад в изучение этого памятника древнерусского права специалистов, принадлежавших к различным поколениям и историческим школам.

### Оценка
«Можно говорить о своего рода „феномене Валка“, ибо он оказал огромное влияние на развитие исторической науки в нашей стране. Он автор свыше 300 работ: от древности до советского периода (…) Но есть нечто общее, что объединяет все эти необычайно разнообразные по тематике труды: применение новейших методов археографии, дипломатики, исторической библиографии, архивоведения, историографии. Именно применение этих методов, многие из которых и разработал сам Валк, является его величайшей заслугой. Другими словами, в своём творчестве он сумел объединить мощь „вспомогательных исторических дисциплин“ и непосредственное исследование традиционной исторической и историографической проблематики, продолжить „дореволюционные“ традиции развития отечественного источниковедения, как твёрдой основы изучения исторического процесса», написано о нём в биографическом словаре. «Валк является учителем и воспитателем многих поколений советских историков (…). Пройти школу С. Н. Валка — это значит получить полноценную „путёвку в жизнь“, путёвку в историческую науку».
Ганелин писал, что Валк был «библиограф-первопроходец», обращая внимание на то, что осуществлённая Валком «библиографическая обработка агитационно-пропагандистского материала революционных организаций требовала такой осведомлённости и такой силы анализа, которой, конечно, никакой рядовой библиограф обеспечить не мог».
По словам его ученицы, историка науки Г. Е. Павловой: «Сигизмунд Натанович Валк был человек очень скромный. Он ученик известного петербургского профессора А. С. Лаппо-Данилевского. Он нам излагал всё, что сам по крохам собирал от своего учителя. Хотя достоинства С. Н. Валка были известны всем и в Ленинграде, и в Москве, он так и скончался, не получив даже звания члена-корреспондента. А, по отзывам многих учёных, он был достоин звания академика. У него была масса трудов, он был ходячая энциклопедия по русской истории»
Г. М. Дейч вспоминал:
«Читал он, скажем прямо, не очень эффектно. Дикция у него была плохая, и многое из того, что он говорил, просто не доходило до слушателей, потому что он ни минуты не сидел или стоял за кафедрой, а постоянно носился как вихрь по аудитории, то и дело подсаживался к кому либо за стол или вскакивал и садился на свой стол, беззаботно покачивая своими короткими ножками. При этом он непрерывно быстро говорил, прерывая речь шутками, ироничными замечаниями и каким-то особенно заразительным смехом, во время которого очень потешно запрокидывал голову, закрывал глаза, выставляя свою небольшую козлиную бородку. Наблюдать за ним было одно наслаждение, а вот понимать всё, что он говорил, удавалось далеко не всем. И тем не менее его лекции любили и охотно посещали».
Несмотря на десятилетия, прошедшие с его смерти, Валк остаётся весьма цитируемым автором среди историков и в 2010-е годы. Сигурд Оттович Шмидт в 2001 году сказал: «современный уровень археографии, архивоведения и специальных исторических дисциплин (….) во многом предопределён деятельностью именно С. Н. Валка»; Шмидт отмечает его как выдающегося преподавателя, выработавшего систему, а также выдающегося организатора науки. «Валк был учёным и поразительной по многосторонности эрудиции, и одновременно новатором в методике исторического исследования и использовании научных достижений в практике архивного дела и археографии. (…) Его признавали высшим авторитетом в археографии, архивоведении, источниковедении и смежных вспомогательных (специальных) исторических научных дисциплинах. Именно к нему применимо определение „классик исторической науки“», говорит Шмидт.

## Семья
Был женат на Белле Семёновне Искоз (? — 1954) — сестре литературоведа А. С. Искоза-Долинина. Племянники — филологи Анна Искоз-Долинина, Ася Искоз и Константин Долинин, американский историк-советолог Зива Галили.
После смерти жены, долго болевшей склерозом, заботу о быте и здоровье пожилого Валка взяла его студентка Надежда Г. Поллак (Симина), для чего он переехал в соседнюю квартиру.
Мать и три сестры Валка были убиты немцами на территории Польши в 1942 году.

## Коллекция
Валк собрал важную коллекцию живописи Серебряного века, особенно любил «Мир искусства». Начало его коллекции было положено в 1943 году в Ташкенте — это были «Два шейха» А. Зоммера. После Великой Отечественной войны в Ленинграде Валк покупал Бенуа, Сомова, Митрохина, Судейкина, Серебрякова, Сапунова, Петрова-Водкина, Шагала тратя на эти покупки то, что не уходило на приобретение книг. В его собрании было около 100 картин. Уезжая в больницу в последний раз он распорядился о том, чтобы она отошла его ученице Надежде Симиной.
Некоторые работы из его коллекции должны были быть представлены на выставке 2020 года «Коллекционеры. XX век» в KGallery.

## Сочинения
- Валк С. Н. Воспоминание ученика // Русский исторический журнал. Пг., 1920. Кн. 6. С. 189—199.
- Первомайская хрестоматия. Л., Госиздат, 1924 (Совместно с А. А. Шиловым); Первое мая. Книга для чтения. Изд. 2-е, дополн. Л., Госиздат, 1925.
- 1905 год в Петербурге, вып. 1. Социал-демократические листовки. Л.-М., Госиздат, 1925 (Совместно с Ф. Г. Матасовой, К. К. Соколовой и В. Н. Фёдоровой)
- О приёмах описания нелегальной листовки. М., 1929.
- Архив «Земли и воли» и «Народной воли» (1932).
- Декреты Октябрьской революции. М., 1933.
- Листовки Петербургского «Союза борьбы за освобождение рабочего класса». М., 1934.
- Советская археография. — М.; Л., 1948.
- Грамоты Великого Новгорода и Пскова. М.-Л., 1949.
- Отмена крепостного права. Доклады министров внутренних дел о проведении крестьянской реформы 1861—1862. М.-Л., 1950.
- Дело петрашевцев. т. 3. М.-Л., 1951.
- Архив Д. И. Менделеева. т. I. 1951. (Совместно с А.Щукаревым)
- Революция 1905—1907 гг. в России. Документы и материалы. Всероссийская политическая стачка в октябре 1905 года. Ч. 1—2. М.-Л., 1955. (Совместно с Л. М. Ивановым, А. М. Панкратовой, Н. А. Мальцевой, И. С. Смолиным)
- Описание собрания рукописных материалов А. В. Суворова. (Государственная публичная библиотека им. М. Е. Салтыкова-Щедрина). Л., 1955.
- Центральный государственный исторический архив в Ленинграде. Путеводитель. Л., 1956, 607 с. (Совместно с В. В. Бединым)
- Декреты Советской власти (1957—1971).
- Октябрьское вооружённое восстание в Петрограде. Сборник статей. Л., 1957, 444 с. (Совместно с С. И. Аввакумовым, Б. М. Кочаковым, М. П. Вяткиным)
- Крестьянское движение в России в 1796—1825 гг. (1961)
- Город Ленина в дни Октября и Великой Отечественной войны 1941—1945 гг. М.-Л., 1964.
- Революционное народничество 70-х гг. XIX в. (1964—1965).
- Материалы по истории Ленинградского университета (1961).
- Проект и записки М. М. Сперанского (1961).
- Декреты советской власти. М., 1968[31]

### Посмертные издания
- Избранные труды по археографии. — СПб., 1991.
- Избранные труды по историографии и источниковедению. — СПб, 2000. ISBN 5-02-028422-X.
- Судебники XV—XVI веков. — СПб., Наука, 2015. ISBN 978-5-02-038407-1.

## Награды
- Орден Трудового Красного Знамени (10.06.1945)
- Медаль «За оборону Ленинграда»
- Медаль «За доблестный труд в Великой Отечественной войне 1941—1945 гг.»